# Костецкий, Александр Владимирович
Александр Владимирович Костецкий (укр. Олександр Володимирович Костецький; 14 ноября 1954, Киев — 4 января 2010, Киев) — советский и украинский скульптор и живописец.

## Биография
Родился 14 ноября 1954 года в семье художников в Киеве. Сын академика, живописца Владимира Костецкого и скульптора Галины Новокрещеновой. Внук биолога Николая Даниловича Костецкого. Окончил Киевскую Художественную школу в 1975 году. В 1979 году окончил Киевский государственный художественный институт. В институте обучался в мастерской В. Шаталина. После окончания института работал в художественном цехе. В советский период участвовал в андерграундных показах. Путешествовал по Украине, Кавказу и Средней Азии.
В 1988 году с первой женой Еленой Грановой посетил США, проводил выставки в Нью-Йорке, Вашингтоне, Филадельфии и других городах. Часть его картин была куплена Нортоном Доджем в личный музей, где они и находятся в настоящее время. Выполнял иконописные заказы для православной церкви в Нью-Йорке. До 1995 года регулярно проводил выставки в США.
В 1998 году в Киеве вышел в свет альбом его репродукций, подготовленный его второй женой, математиком и искусствоведом Ольгой Козловской, с её вступительной статьей. Проводил выставки в Киеве, особенно часто в галерее «Неф» в Лавре, часть его работ, там находилось в постоянной экспозиции.
В 2001 году снова посещал с выставками США, а в 2003 году Германию (Манхайм).
Последние годы работы покупали в свою коллекцию ПЛАТАР Сергей Платонов и Тарута, а также Рарди ван Соест.
В ноябре 2003 года принят в члены Союза Художников Украины.
Много путешествовал, вместе с женой Ольгой Козловской неоднократно посещал Египет, в 2007 году Индию и Непал.
Умер 4 января 2010 года у себя дома в связи с анти-экологической ситуацией в доме. Последний год жизни болел. Имел проблемы с болезнью лёгких. Когда их преодолели, у Костецкого оторвался тромб.
В доме художника на Большой Житомирской, рядом с Андреевским спуском часто бывали известные общественные деятели, люди искусства и науки, политики, искусствоведы, журналисты и др., это был один из неформальных центров интеллектуальной, духовной и художественной жизни Киева, о которой ещё предстоит написать.
Большую роль в жизни художника сыграл Народный художник СССР — Василий Бородай,он же сосед по дому, который вступился за Александра в двух эпизодах: при поступлении в Художественный институт и при приёме в Союз Художников.
В доме проходили встречи киевского общества реабилитированных, чтения новых произведений, двери, как говорится, не закрывались. В числе гостей были: известный правозащитник Семён Глузман, и его супруга Ирина Пиевская, президент фонда "Касталия" Александр Сергеевич Миклевич, мастер йоги Андрей Сидерский, его отец Сидерский Владимир, глава общества реабилитированных, директор всеукраинской школы гроссмейстеров с 1994 по 2003, неоднократная чемпионка Украины и вице-чемпионка союза по шашкам Ольга Беляева, глава федерации шашек Украины Анатолий Яценко, Олег Яценко, создатель первой общественной организации по контролю за проведением выборов «Пора!», ныне возглавляет общественную организацию «Студенческое братство»; известная актриса Раиса Недашковская, музыкант, композитор и художник, а также организатор многих музыкальных коллективов Киева Святослав Крутиков, режиссёр, музыкант, художник и поэт Юрий Зморович, художники Оксана Левчишина, Сергей Марус, Асрор Мурадов,  Александр Клименко, художник Эрнст Фукс, художник Александр Павлов, коллекционеры Сергей Платонов, Рарди ван Соест, Андрей Фёдоров, искусствовед и телеведущий Григорий Хорошилов, художник, фотохудожник и общественный деятель Николай Недзельский, фотохудожник Артем Рябов, режиссёр Валерий Заец, друзья по художественной школе художник Владимир Богуславский, художник и культовый автор, писавший в советское время под псевдонимом № 20 Владимир Данченко, ("Блеск и нищета магов", "Защита от астральных нападений" и др.), создатель сайта эзотерической литературы psylib.com, Георгий Фенерли, философ, алхимик и художник и др.

## Творчество
С детства увлекался рисованием, изображением забытых цивилизаций, фантастических персонажей, уже тогда сформировалась характерная манера художника. В школьные годы помогал тяжело больной к тому времени маме-скульптору и сам увлекался скульптурой, в седьмом классе выполнил комплект шахматных фигур в виде средневековых рыцарских персонажей замысловатой формы резьбой по дереву. Впоследствии выполнял скульптурные работы из глины, фарфора и других материалов. В художественной школе и в институте отличался мастерским владением техникой рисунка в духе старых мастеров. Разработал собственную манеру и технику исполнения работ маслом, соответствующую его уникальному видению, включающую как тончайшие лессировки маслом, так и нанесение объёмных массивов краски на холст. Во время обучения в институте молодому художнику приходилось соответствовать канонам соцреализма, о чём говорят его ранние работы, написанные во время учёбы и сразу после его окончания (см. фото с цветами). 
 В 2003 году Александр был принят в Национальный союз художников Украины.
Большую роль в жизни художника сыграл Народный художник СССР — Василий Бородай, который вступился за Александра в двух эпизодах: при поступлении в Художественный институт и при приёме в Союз Художников.

Шар, 1994

### Избранные персональные выставки

Две женщины в золотых одеждах 1997

- Russia House Gallery (Нью-Йорк), 1992;
- Axiom Gallery (Филадельфия), 1991;
- Esoterik Book\Art Gallery (Нью-Йорк), 1991;
- Ward-Lawrence Gallery (Нью-Йорк), 1989;
- Ukrainian Central Art Gallery (Нью-Йорк), 1989;
- Podval Arts and Poetry Gallery (Нью-Йорк), 1989;
- Дом Кино (Киев),1988;Институт Архитектуры (Киев), 1987;
- Музей книги в Киево-Печерской Лавре «Картография внутреннего пространства», 2007г
- выставки в Киеве, Нью-Йорке, Москве, Санкт-Петербурге в 1983—2009 гг.

### Избранные совместные выставки

Медитация в горах, 2001

- скандальная выставка современной живописи, проведённая движением «Рух» в 1977 году
- Ярмарка галерей в Украинском Доме (Киев), 1995;
- Галерея Славутич (Киев), 1996;
- Ярмарка галерей в Украинском Доме (Киев), 1997;
- Выставка в посольстве Украины (Вашингтон), 1993;
- World-Wide Gallery (Нью-Йорк), 1991;
- Gallery R.K.P., (Нью-Йорк), 1990;
- Neo-Persona Gallery (Нью-Йорк), 1989;
- Дворец Молодёжи (Санкт-Петербург), 1987;
- Политехнический Институт (Киев), 1985.
- Фестиваль Евро-арт в Барселоне 1997
- «Прозрачность мира» Александр Костецкий (Киев) живопись; Сергей Барич (Киев) живопись; Александр Сухолит (Киев) графика 1998 г Ателье «Карась»

Эрнст Фукс в гостях у Костецкого в октябре 2006 года

- Фестиваль Европ-арт в Женеве 1999
- Фестиваль Европ-арт в Женеве 2000